# Tabascói kormánypalota
A tabascói kormánypalota a mexikói Villahermosa városának egyik műemléképülete, Tabasco állam kormányzatának székhelye.

## Története
A 19. század utolsó évtizedeiben Tabasco állam különböző hivatalai különböző bérelt házakban működtek (maga a kormányzat például a Juárez Intézet egykori épületében, amelyet valószínűleg Simón Sarlat Nova adományozott az intézetnek), ezért egyre nagyobb szükség mutatkozott egy önálló, saját kormánypalota felépítésére. Az első konkrét javaslatot Francisco de Lanz y Rolderat kormányzó tette meg 1880-ban, ő azonban még ebben az évben elhunyt, így a gondolatot Manuel Foucher alkormányzó, későbbi kormányzó vitte tovább, aki próbálkozásokat is tett egy Pablo Sastré spanyol alnagykövet tulajdonában álló épület megvásárlására, ám 1882 novemberében ő is meghalt (meggyilkolták). Az építés gondolatával ezután Manuel Mestre Gorgoll kormányzó is foglalkozott, végül 1883. május 15-én az a döntés született, hogy megvásárolják azt a területet, ahol felépülhet a palota. A 14 595 pesót és 47 centavót kitevő vételárat csak később, 1884. december 31-én fizették ki teljesen.
A palota alapkövét 1884. november 23-án tette le Lauro León Vázquez, aki többször is ideiglenes kormányzója volt az államnak. Bár a Carlos Jerez építész által vezetett munkákat Mestre Gorgoll az állam nehéz pénzügyi helyzete, valamint alapanyag- és képzettmunkaerő-hiány miatt kénytelen volt leállíttatni, az 1885 elején hivatalba lépő Eusebio Castillo Zamudio idején 3500,27 pesó befektetésével újraindult az építkezés. 1887 márciusától az új kormányzó, Abraham Banadala Patiño mindössze 240 pesót költött el, azt is egy korábbi kölcsön kamatának törlesztésére fordította, majd visszatért a kormányzói székbe Simón Sarlat Nova, aki a leglelkesebb támogatója volt az építkezésnek, így a munkák újraindulhattak. Ő egyúttal az eredeti terveken is változtatott: a kormánypalotával egy telekre már nem a községi palotát akarta felépíttetni, hanem egy bírói palotát tervezett. Néhány építőanyagot és berendezési vagy dísztárgyat külföldről szereztek be: például bútorokat, carrarai márványból készült felületű konzolokat, valamint francia gyertyatartókat, üvegeket (ezek egy része még ma is az eredeti), tükröket, csempéket és vastárgyakat.
Az épület 1894-re készült el. A több napig tartó avatóünnepség lebonyolításával egy Amigos de Simón Sarlat Nova, azaz „Simon Sarlat Nova barátai” nevű városi bizottságot bíztak meg. December 12-én a Guillermo Eskildsen vezette állami zenekar játszott a mai Trubadúrok terén, az akkor Plazuela del Aguila néven ismert téren, a palota tényleges felavatására pedig másnap került sor, ahogy a kormányzót köszöntő 21 ágyúlövésre is, amit délben és este hatkor is megismételtek. Az avatás egyik fő rendezvénye a palota belsejében tartott táncos bankett volt, ezen azonban csak az arisztokrácia vett részt. Az épület előtt, a Plaza de Armas téren eközben tűzijátékkal egybekötött szabadtéri mulatságot is tartottak a köznép számára. Ez egészen másnap hajnalig tartott, és azzal zárult, hogy a szegény gyermekeknek édességet és innivalót osztogattak.
Bár hivatalosan már ekkor is kormánypalotának hívták, valójában északi részében az állam képviselőháza ülésezett, bal szárnyában pedig az állami legfelsőbb bíróság székelt. A Vicente Guerrero utca felőli emeleti részen volt a kormányzó irodája, ennek szomszédságában pedig az általános minisztérium működött.
Az 1955-ben hivatalba lépett Miguel Orrico de los Llanos kormányzó felújíttatta és kibővíttette a palotát: volt, ahol betongerendákkal kellett megerősíteni az épület szerkezetét, hogy ne omoljon össze. A korábban a palotához csatolt melléképületet lebontatta, és a felszabadult helyen 1956-ban elkezdték egy öt emeletesre tervezett új melléképület alapozását is. Ezt 1957. november 20-án avatták fel.

## Leírás
A régi gyarmati korok építészeti stílusát is idéző, klasszicista palota Villahermosa belvárosában, a Plaza de Armas tér északi oldalán található, közel a Grijalva folyóhoz. Főhomlokzatán egy előreugró rizaliton három félköríves kapu, mellettük egy-egy ablak helyezkedik el, egy emelettel feljebb pedig öt ablak, amelyeket oszlopok választanak el egymástól. Ezeket az oszlopokat egy timpanon zárja, amelynek csúcsa fölött egy harang és egy óratorony helyezkedik el. Ugyancsak van két kisebb torony a főhomlokzat két szélén. A régi palota hátsó részéhez, azzal teljesen egybeépülve egy modern stílusú épület csatlakozik.
A belső lépcsőház márványlépcsőjét mahagóniból készült korlátok szegélyezik, és ugyanebből a fából készültek az ajtók is.

## Képek

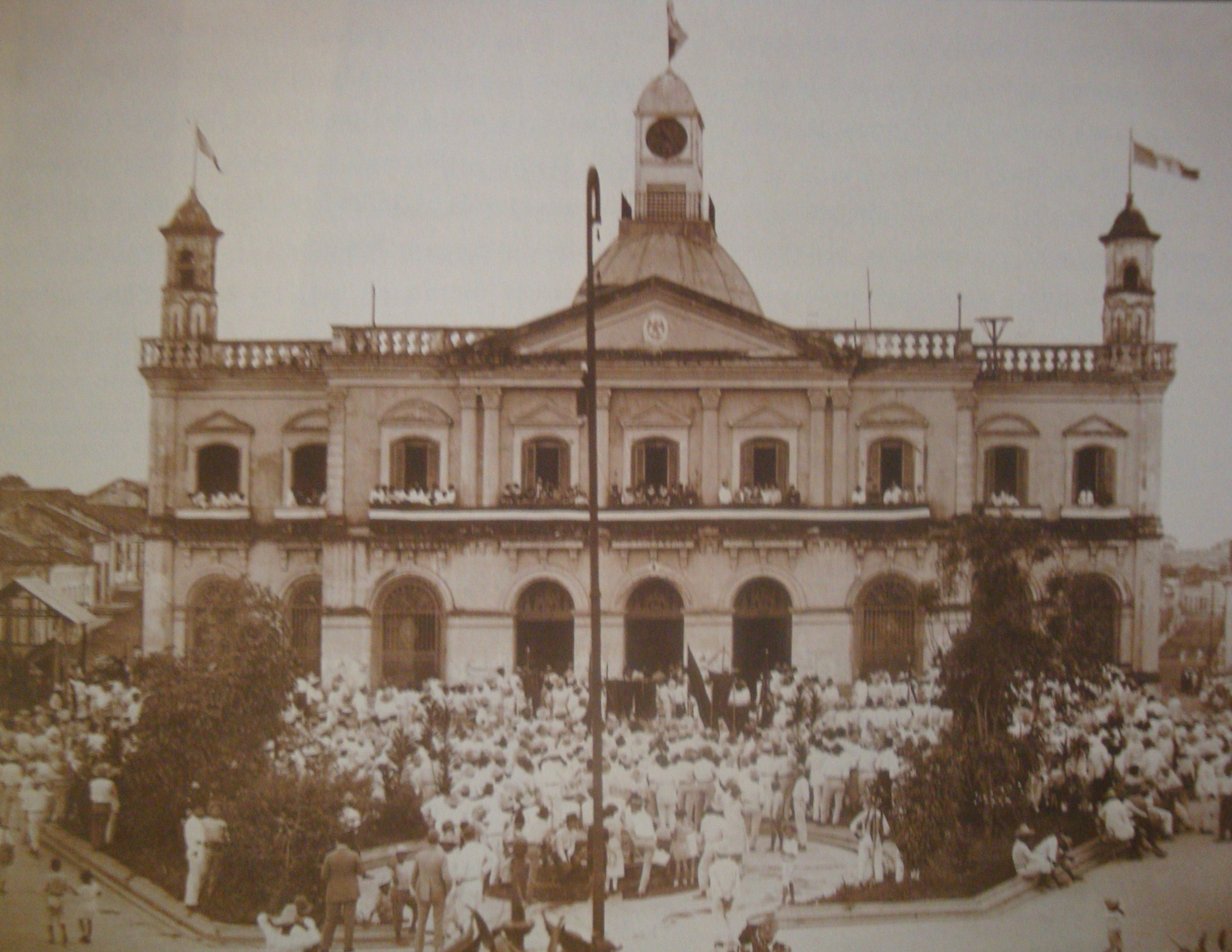
A palota a 20. század elején
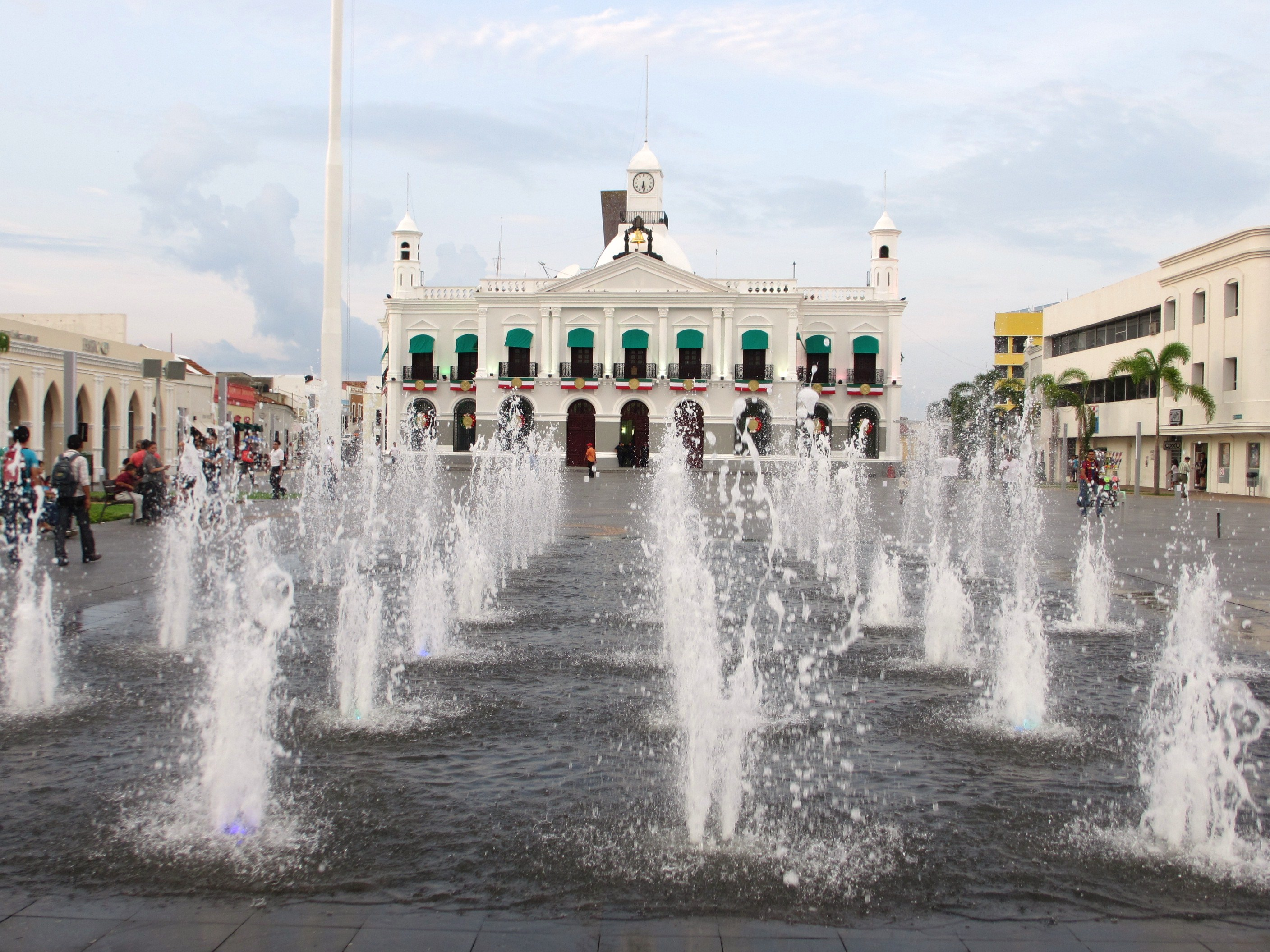
Előtérben egy szökőkúttal
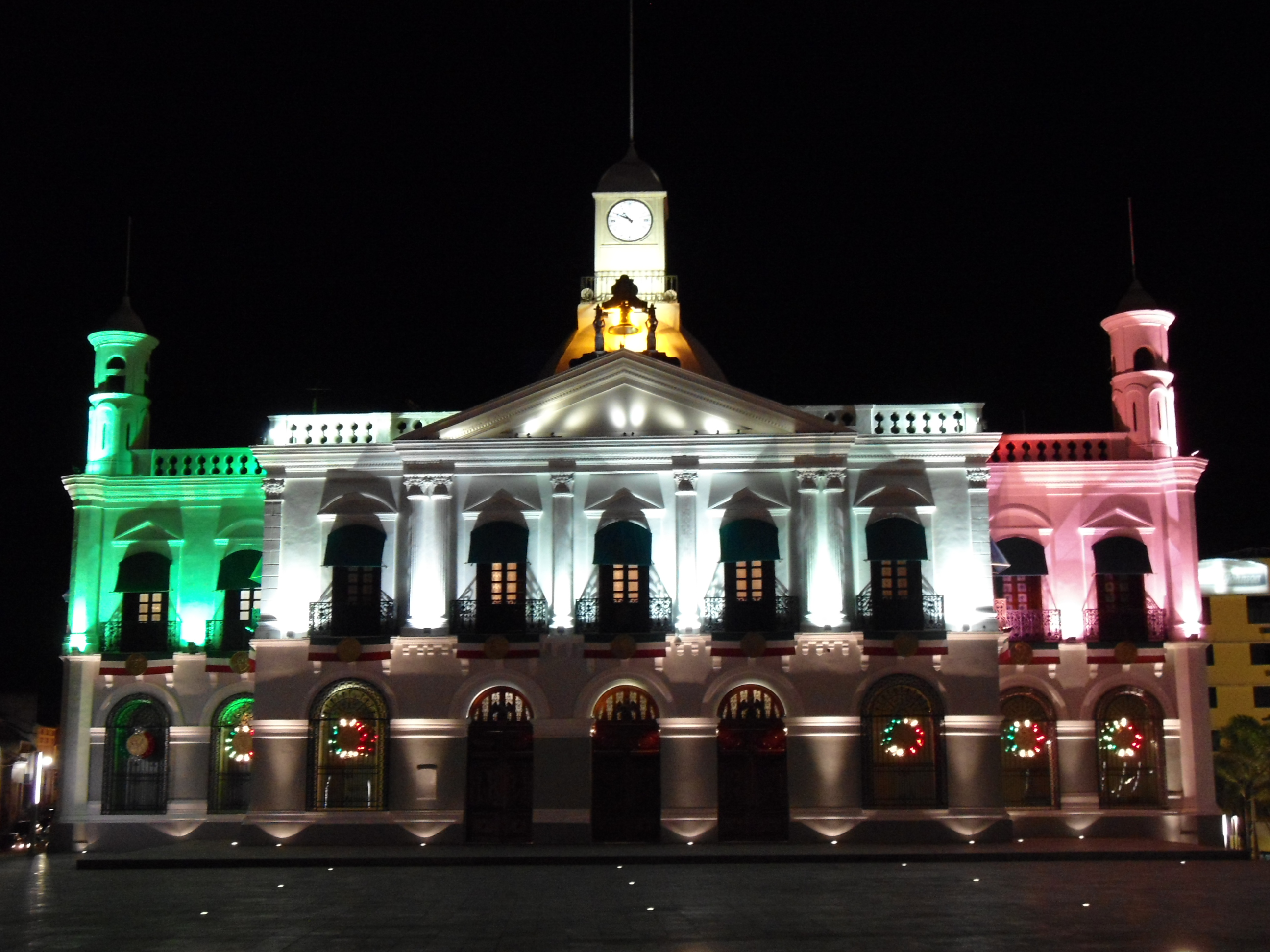
Nemzeti színekkel kivilágítva egy ünnep alkalmából
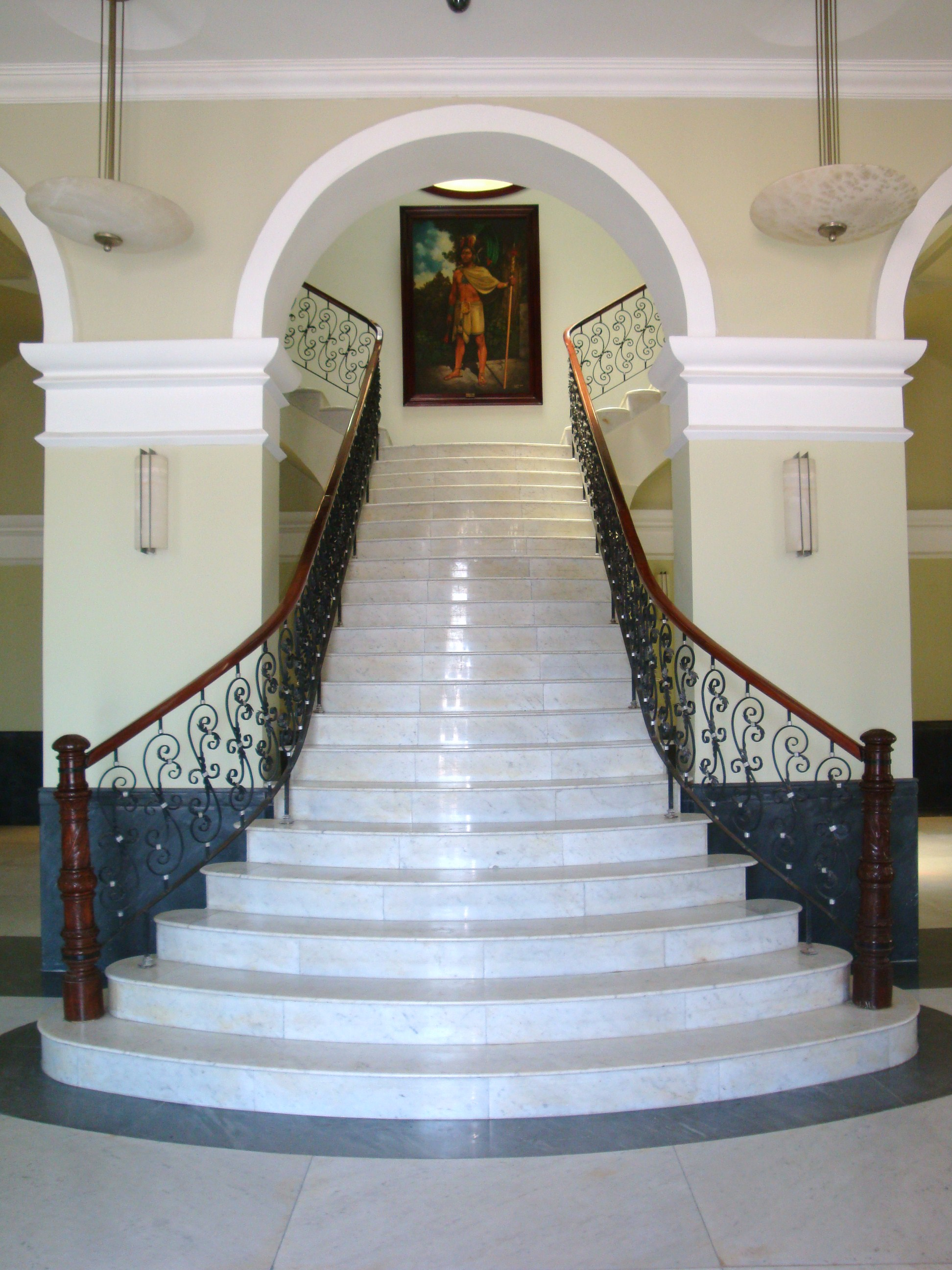
Lépcsőház
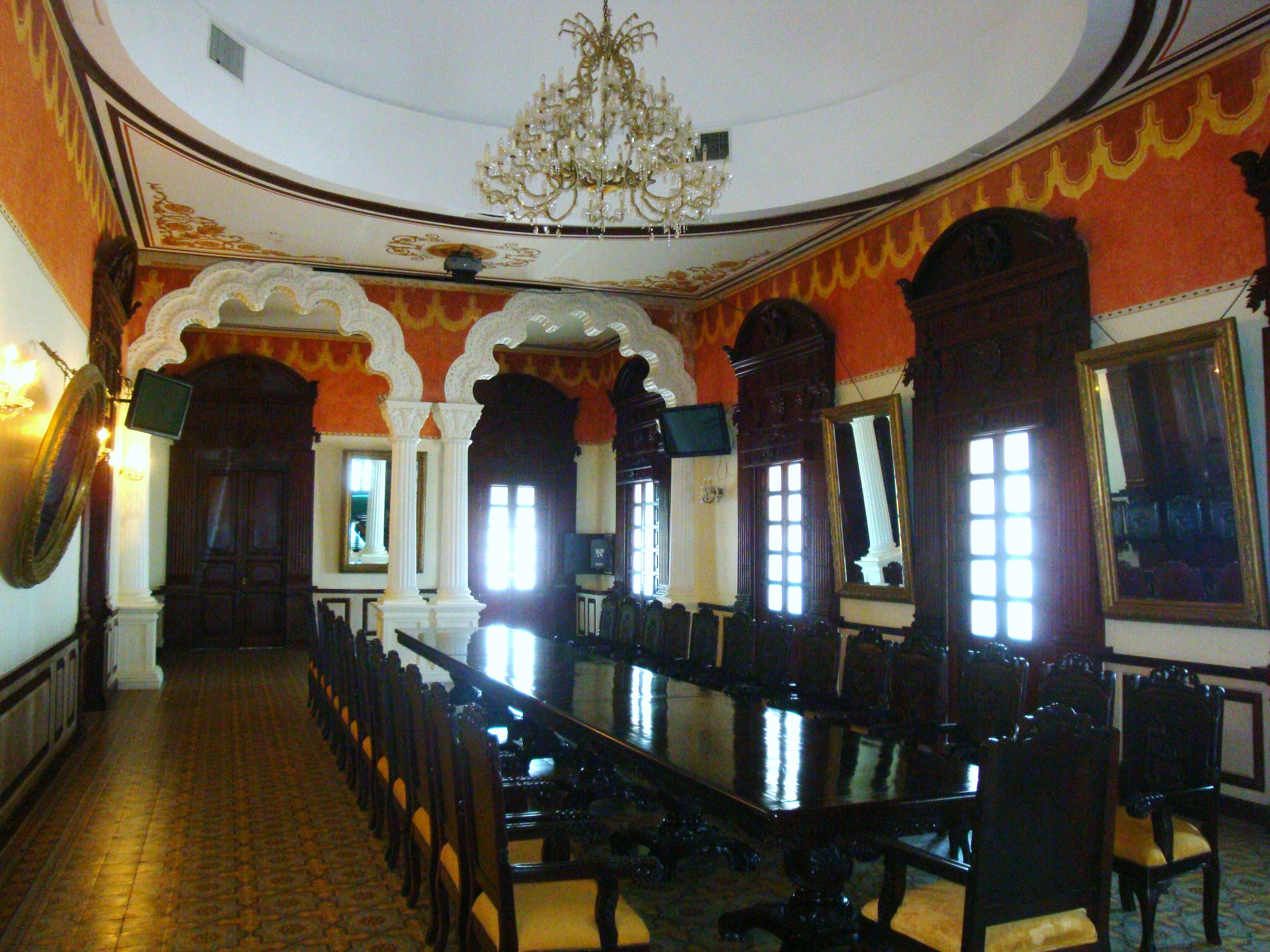
A fogadószalon